# Амплитуда рассеяния
Амплиту́да рассе́яния в квантовой физике — характеристика рассеянной волны: амплитуда исходящей сферической волны относительно входящей плоской волны в процессе рассеяния в стационарном состоянии. Последнее описывается волновой функцией
{\displaystyle \psi (\mathbf {r} )=e^{ikz}+f(\theta ){\frac {e^{ikr}}{r}}\;,}
где {\displaystyle \mathbf {r} \equiv \{x,y,z\}} — координатный вектор; {\displaystyle r\equiv |\mathbf {r} |}; {\displaystyle e^{ikz}} — входящая плоская волна с волновым вектором {\displaystyle k} вдоль оси {\displaystyle z}; {\displaystyle e^{ikr}/r} — исходящая сферическая волна; {\displaystyle \theta } — угол рассеяния; {\displaystyle f(\theta )} — амплитуда рассеяния. Размерность амплитуды рассеяния — длина.
Дифференциальное эффективное поперечное сечение имеет вид
{\displaystyle {\frac {d\sigma }{d\Omega }}=|f(\theta )|^{2}\;.}
В низкоэнергетическом режиме амплитуда рассеяния определяется длиной рассеяния.
На расстояниях, значительно превосходящих размеры рассеивателя, при упругом рассеянии волну в среде можно представить в виде суммы плоской волны, налетающей на рассеиватель, и сферической волны:
{\displaystyle \psi =e^{i\mathbf {k} \cdot \mathbf {r} }+{\frac {A(\theta ,\varphi )}{r}}e^{ikr}},
где {\displaystyle \mathbf {k} } — волновой вектор, k — волновое число, {\displaystyle A(\theta ,\varphi )} — амплитуда рассеяния.
Амплитуда рассеяния полностью характеризует процесс рассеяния и в общем случае зависит от направления, в котором наблюдается рассеянная волна. В отличие от сечения рассеяния (эффективного поперечного сечения) амплитуда рассеяния сохраняет информацию о фазе рассеянной волны.
Амплитуду рассеяния вперёд (без отклонения) связывает с сечением рассеивания оптическая теорема.

## Разложение по парциальным волнам
При разложении по парциальным волнам амплитуда рассеяния представляет собой сумму так называемых парциальных волн
{\displaystyle f(\theta )=\sum _{l=0}^{\infty }(2l+1)f_{l}(k)P_{l}(\cos(\theta ))\;,}
где {\displaystyle f_{l}(k)} — амплитуда парциальной волны и {\displaystyle P_{l}(\cos(\theta ))} — многочлен Лежандра.
Амплитуда парциальной волны может быть выражена через элемент матрицы рассеяния {\displaystyle S_{l}=e^{2i\delta _{l}}} и фазу рассеяния {\displaystyle \delta _{l}} как
{\displaystyle f_{l}={\frac {S_{l}-1}{2ik}}={\frac {e^{2i\delta _{l}}-1}{2ik}}={\frac {e^{i\delta _{l}}\sin \delta _{l}}{k}}={\frac {1}{k\operatorname {ctg} \delta _{l}-ik}}\;.}

## Рентгеновское излучение
Длина рассеяния рентгеновского излучения тождественна длине томсоновского рассеяния — классическому радиусу электрона {\displaystyle r_{0}}.